# ماكرينوس
ماكرِنُس أو مَكرِنوس (باللاتينية: Marcus Opellius Severus Macrinus Augustus؛ حوالي 165–218 م) إمبراطور روماني حكم من عام 217 إلى عام 218 م. كان ماكرنس من أصل موري وُلد في شرشال. حكم الإمبراطورية الرومانية لمدة أربعة عشر شهرا في 217 و 218م. ماكرينوس هو أول من يصبح إمبراطورا دون العضوية في الطبقة السيناتورية.

## الخلفية والوظيفة
ولد في مقاطعة موريطنية القيصرية ، تلقى ماكرينوس تعليما سمح له بالارتقاء إلى الطبقة السياسية الرومانية. خلال السنوات كون سمعة باعتباره محاميا ماهرا. تحت حكم الإمبراطور لوسيوس سيبتيموس سيفيروس أصبح موظفا مهما. عينه كاراكلا قائدا للحرس الامبراطوري المعروف باسم الحرس البرايتوري. في حين يرجح أن ماكرينوس تمتع بثقة كاراكالا، فيقال أن هذا قد تغير عندما تم التنبؤ له بأنه سيعزل الإمبراطور ويخلفه. أشيع عن ماكرينوس بمازعم رغبته في اعتلاء العرش بنفسه. ونظرا لما عرف عن كاراكالا بقتل المعارضين السياسيين، وربما خشي ماكرينوس على سلامته الشخصية إن الإمبراطور قد أدرك هذه النبوءة. وفقا لديو، فقد اتخذ كاراكالا بالفعل خطوة نحو إعادة تعيين أعضاء مجلس ماكرينوس.
في ربيع العام 217، كان كاراكالا في المقاطعات الشرقية يعد لحملة ضد الامبراطورية البارثية. وكان ماركينوس من بين موظفيه، وكذلك أعضاء آخرون من الحرس الامبراطوري. وفي أبريل من ذلك العام توجه الإمبراطور لزيارة معبد لونا بالقرب من المكان الذي وقعت فيه معركة كاراي، برفقة حرسه الشخصي، وكان ماكرينوس من بينهم. الأحداث ليست واضحة، ولكن من المؤكد أن كاراكالا قتل في وقت ما في الرحلة (ربما في 8 أبريل). وأعيدت جثة كاراكالا من المعبد من قبل حراسه الشخصيين، إلى جانب جثة حارس شخصي. القصة كما رواها ماكرينوس أن الحارس القتيل هو من قتل كاراكالا. وقبل 11 أبريل عين ماكرينوس عين نفسه إمبراطورا. كما رشح ماكرينوس ابنه وخلفه ديادومنيانوس قيصر وخول له اسم «أنطونيوس»، وبهذا يربط نفسه مع عهود الأباطرة الأنطونيين المستقرة نسبيا في القرن الثاني الميلادي.

## هوامش
1. ↑  MARCVS OPELLIVS SEVERVS MACRINVS AVGVSTVS